# Капучини (Перуђа)
Капучини је насеље у Италији у округу Перуђа, региону Умбрија.
Према процени из 2011. у насељу је живело 8 становника. Насеље се налази на надморској висини од 433 м.